# Llista dels rius de França

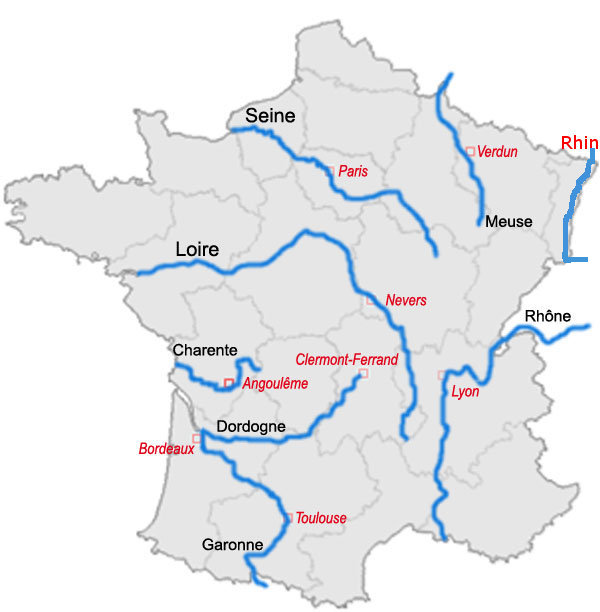
Mapa dels principals rius francesos

Aquests dos quadres presenten la classificació dels rius de França, segons la seva longitud sobre el territori nacional.

## França metropolitana

Conques amb rius que aboquen un cabal superior a 150m³/s

Llista rius metropolitans, ordenats per longitud (sobre el territori francès) decreixent:
| Curs d'aigua    | Tributari de                              | Longitud totale (km) | Longitud a França (km) | adjectiu corresponent (en francès) |
| --------------- | ----------------------------------------- | -------------------- | ---------------------- | ---------------------------------- |
| Loira           | Oceà Atlàntic                             | 1012                 | 1012                   | ligérien(ne)                       |
| Sena            | Canal de la Mànega                        | 776                  | 776                    | séquanais(e)                       |
| Roine           | Mar Mediterrània                          | 812                  | 545                    | rhodanien(ne)                      |
| Garona          | Oceà Atlàntic (estuari de la Gironda)     | 645                  | 523                    | garonnais(e)                       |
| Mosa            | Mar Del Nord                              | 950                  | 486                    | mosan(e)                           |
| Dordonya        | Oceà Atlàntic (estuari de la Gironda)     | 483                  | 483                    |                                    |
| Charente        | Oceà Atlàntic                             | 381                  | 381                    | charentais(e)                      |
| Ador            | Oceà Atlàntic                             | 309                  | 309                    | adouréen(ne)                       |
| Somme           | Canal de la Mànega                        | 263                  | 263                    | samarien(ne)                       |
| Vilaine         | Oceà Atlàntic                             | 225                  | 225                    |                                    |
| Aude            | Mar Mediterrània                          | 224                  | 224                    | audois(e)                          |
| Rin             | Mar del Nord                              | 1325                 | 188                    | rhénan(e)                          |
| Escalda         | Mar del Nord                              | 355                  | 180                    | scaldien(ne)                       |
| Orne            | Canal de la Mànega                        | 170                  | 170                    | ornais(e)                          |
| Sèvre Niortaise | Oceà Atlàntic                             | 158                  | 158                    |                                    |
| Blavet          | Oceà Atlàntic                             | 149                  | 149                    |                                    |
| Erau            | Mar Mediterrània                          | 148                  | 148                    | héraultais(e)                      |
| Aulne           | Oceà Atlàntic                             | 140                  | 140                    |                                    |
| Orb             | Mar Mediterrània                          | 136                  | 136                    |                                    |
| Vira            | Canal de la Mànega                        | 128                  | 128                    | virois(e)                          |
| Lay             | Oceà Atlàntic                             | 120                  | 120                    |                                    |
| Eyre (o Leyre)  | Oceà Atlàntic                             | 118                  | 118                    |                                    |
| Argens          | Mar Mediterrània                          | 116                  | 116                    |                                    |
| Tet             | Mar Mediterrània                          | 116                  | 116                    |                                    |
| Var             | Mar Mediterrània                          | 114                  | 114                    | varois(e)                          |
| Touques         | Canal de la Mànega                        | 108                  | 108                    |                                    |
| Dives           | Canal de la Mànega                        | 105                  | 105                    |                                    |
| Authie          | Canal de la Mànega                        | 103                  | 103                    |                                    |
| Rance           | Canal de la Mànega                        | 102                  | 102                    |                                    |
| Couesnon        | Canal de la Mànega                        | 101                  | 101                    |                                    |
| Vidorle         | Mar Mediterrània                          | 95                   | 95                     |                                    |
| Sienne          | Canal de la Mànega                        | 93                   | 93                     |                                    |
| Sélune          | Canal de la Mànega                        | 91                   | 91                     |                                    |
| Golo            | Mar Tirrena                               | 90                   | 90                     |                                    |
| Aa              | Mar del Nord                              | 89                   | 89                     |                                    |
| Tavignano       | Mar Tirrena                               | 89                   | 89                     |                                    |
| Canche          | Canal de la Mànega                        | 88                   | 88                     |                                    |
| Tec             | Mar Mediterrània                          | 84                   | 84                     |                                    |
| Arc             | Mar Mediterrània                          | 83                   | 83                     |                                    |
| Aglí            | Mar Mediterrània                          | 82                   | 82                     |                                    |
| Douve           | Canal de la Mànega                        | 79                   | 79                     |                                    |
| Scorff          | Oceà Atlàntic                             | 79                   | 79                     |                                    |
| Sée             | Canal de la Mànega                        | 78                   | 78                     |                                    |
| Bresle          | Canal de la Mànega                        | 68                   | 68                     |                                    |
| Seulles         | Canal de la Mànega                        | 72                   | 72                     |                                    |
| Trieux          | Canal de la Mànega                        | 72                   | 72                     |                                    |
| Seudre          | Oceà Atlàntic                             | 68                   | 68                     |                                    |
| Taravo          | Mar Mediterrània                          | 66                   | 66                     |                                    |
| Odet            | Oceà Atlàntic                             | 62                   | 62                     |                                    |
| Vie             | Oceà Atlàntic                             | 62                   | 62                     |                                    |
| Léguer          | Canal de la Mànega                        | 60                   | 60                     |                                    |
| Touloubre       | Mar Mediterrània                          | 59                   | 59                     |                                    |
| Élorn           | Atlàntic                                  | 56                   | 56                     |                                    |
| Auray           | Oceà Atlàntic                             | 56                   | 56                     |                                    |
| Arguenon        | Canal de la Mànega                        | 53                   | 53                     |                                    |
| Falleron        | Oceà Atlàntic                             | 52                   | 52                     |                                    |
| Loup            | Mar Mediterrània                          | 49                   | 49                     |                                    |
| Huveaune        | Mar Mediterrània                          | 48                   | 48                     |                                    |
| Jaudy           | Canal de la Mànega                        | 48                   | 48                     |                                    |
| Gapeau          | Mar Mediterrània                          | 47                   | 47                     |                                    |
| Gouët           | Canal de la Mànega                        | 47                   | 47                     |                                    |
| Fiumorbo        | Mar Mediterrània                          | 46                   | 46                     |                                    |
| Prunelli        | Mar Mediterrània                          | 44                   | 44                     |                                    |
| Rizzanese       | Mar Mediterrània                          | 44                   | 44                     |                                    |
| Siagne          | Mar Mediterrània                          | 44                   | 44                     |                                    |
| Gouessant       | Canal de la Mànega                        | 41                   | 41                     |                                    |
| Liamone         | Mar Mediterrània                          | 41                   | 41                     |                                    |
| Anivella        | Mar Cantàbric                             | 45                   | 41                     |                                    |
| Saâne           | Canal de la Mànega                        | 41                   | 41                     |                                    |
| Libron          | Mar Mediterrània                          | 40                   | 40                     |                                    |
| Yères           | Canal de la Mànega                        | 40                   | 40                     |                                    |
| Ròia            | Mar Mediterrània (Desembocadura a Itàlia) | 60                   | 40                     |                                    |
| Aven            | Oceà Atlàntic                             | 39                   | 39                     |                                    |
| Auzance         | Oceà Atlàntic                             | 38                   | 38                     |                                    |
| Maye            | Canal de la Mànega                        | 38                   | 38                     |                                    |
| Bravona         | mar Tirrena                               | 37                   | 37                     |                                    |
| Liane           | Canal de la Mànega                        | 37                   | 37                     |                                    |
| Scie            | Canal de la Mànega                        | 37                   | 37                     |                                    |
| Étel            | Oceà Atlàntic                             | 35                   | 35                     |                                    |
| Aber-Wrac'h     | Canal de la Mànega                        | 34                   | 34                     |                                    |
| Travo           | Mar Tirrena                               | 33                   | 33                     |                                    |
| Ay              | Canal de la Mànega                        | 33                   | 33                     |                                    |
| Aber-Benoît     | Canal de la Mànega                        | 31                   | 31                     |                                    |
| Fium'Alto       | Mar Tirrena                               | 31                   | 31                     |                                    |
| Lez             | Mar Mediterrània                          | 30                   | 30                     |                                    |
| Saire           | Canal de la Mànega                        | 30                   | 30                     |                                    |
| IJzer           | Mar del Nord                              | 78                   | 28                     |                                    |
| Bevinco         | Mar Tirrena                               | 28                   | 28                     |                                    |
| Palló           | Mar Mediterrània                          | 28                   | 28                     |                                    |
| Bidassoa        | Mar Cantàbric                             | 66                   | 28                     |                                    |
| Cagne           | Mar Mediterrània                          | 28                   | 28                     |                                    |
| Divette         | Canal de la Mànega                        | 28                   | 28                     |                                    |
| Douron          | Canal de la Mànega                        | 27                   | 27                     |                                    |
| Bélon           | Oceà Atlàntic                             | 26                   | 26                     |                                    |
| Boudigau        | Oceà Atlàntic                             | 26                   | 26                     |                                    |
| Quillimadec     | Canal de la Mànega                        | 26                   | 26                     |                                    |
| Thar            | Canal de la Mànega                        | 25                   | 25                     |                                    |
| Aber-ildut      | Mar Cèltica                               | 24                   | 24                     |                                    |
| Durdent         | Canal de la Mànega                        | 24                   | 24                     |                                    |
| Morlaix         | Canal de la Mànega                        | 24                   | 24                     |                                    |
| Porto           | Mar Mediterrània                          | 24                   | 24                     |                                    |
| Figarella       | Mar Mediterrània                          | 24                   | 24                     |                                    |
| Ostriconi       | Mar Mediterrània                          | 23                   | 23                     |                                    |
| Fango           | Mar Mediterrània                          | 23                   | 23                     |                                    |
| Slack           | Canal de la Mànega                        | 22                   | 22                     |                                    |
| Wimereux        | Canal de la Mànega                        | 22                   | 22                     |                                    |
| Laïta           | Oceà Atlàntic                             | 17                   | 17                     |                                    |
| Moros           | Oceà Atlàntic                             | 17                   | 17                     |                                    |
| Penfeld         | Mar Cèltica                               | 16                   | 16                     |                                    |
| Brague          | Mar Mediterrània                          | 15                   | 15                     |                                    |
| Uhabia          | Mar Cantàbric                             | 15                   | 15                     |                                    |
| Valmont         | Canal de la Mànega                        | 14                   | 14                     |                                    |
| Dun             | Canal de la Mànega                        | 13                   | 13                     |                                    |
| Roubaud         | Mar Mediterrània                          | 13                   | 13                     |                                    |
| Untxin          | Mar Cantàbric                             | 11                   | 11                     |                                    |
| Arqueges        | Canal de la Mànega                        | 6                    | 6                      |                                    |
| Apàtics         | Canal de la Mànega                        | 1,195                | 1,195                  |                                    |

## Guaiana
Llista rius de Guaiana, ordenada per longitud decreixent. Tots aquests rius desemboquen a l'oceà Atlàntic.
| Curs d'aigua   | Longitud (km) |
| -------------- | ------------- |
| Riu Maroni     | 520           |
| Riu Oyapock    | 370           |
| Riu Mana       | 430           |
| Riu Approuague | 270           |
| Riu Sinnamary  | 262           |
| Riu Mahury     | 160           |
| Riu Iracoubo   | 140           |
| Riu Kourou     | 112           |
| Riu Organabo   |               |

## Reunió
Llista de rius de La Reunió, ordenada per ordre alfabètic. Tots aquests rius desemboquen a l'oceà Índic.
| Curs d'aigua             | Longitud (km) |
| ------------------------ | ------------- |
| Riu d'Abord              |               |
| Riu de l'Est             | 18            |
| Riu des Galets           | 34            |
| Riu Langevin             | 14            |
| Riu Dels Marsouins       | 31            |
| Riu du Mât               | 33            |
| Riu des Pluies           | 18            |
| Riu des Remparts         | 25            |
| Riu des Roches           |               |
| Riu Saint-Denis          | 16            |
| Riu Saint-Étienne        | 34            |
| Aixaragalla Saint-Gilles |               |
| Riu Saint-Jean           |               |
| Riu Sainte-Suzanne       |               |

## Guadalupe
Llista dels rius de Guadalupe de més de 5 km de longitud, ordenada per longitud decreixent. Tots aquests rius estan situats a l'Illa de Basse-Terre.
| Curs d'aigua                    | Longitud (km) |
| ------------------------------- | ------------- |
| Grande Rivière à Goyaves        | 36,4          |
| Petite Rivière à Goyaves        | 29,9          |
| Lézarde                         | 24,8          |
| Rivière des Pères               | 23,9          |
| Rivière des Vieux-Habitants     | 18,9          |
| Rivière de Capesterre           | 17,4          |
| Rivière Moustique (sainte-Rose) | 15,9          |
| Rivière du Grand Carbet         | 13,5          |
| Rivière Galion                  | 11,4          |
| Rivière du Pérou                | 9,8           |
| Rivière Petite Plaine           | 9,6           |
| Rivière la Rose                 | 9,4           |
| Rivière Grande Anse             | 8,4           |
| Rivière du Petit Carbet         | 8,3           |
| Rivière du Plessis              | 8,1           |
| Rivière Lostau                  | 8             |
| Rivière du Baillif              | 7,8           |
| Rivière Moustique (Petit-Bourg) | 7,7           |
| Rivière Beaugendre              | 7,6           |
| Rivière aux Herbes              | 7,6           |
| Rivière Lamentin                | 7,3           |
| Rivière de Sainte-Marie         | 7,2           |
| Rivière Bananier                | 6,5           |
| Rivière Grande Plaine           | 6,3           |
| Rivière Baille Argent           | 5,5           |